# 로버트 시저 칠더스
로버트 시저 칠더스(Robert Caesar Childers, 1838년~1876년 7월 25일)는 대영제국의 학자이다. 그는 5명의 자녀를 두었는데 그 중 로버트 칠더스는 작가가 되었다.
스리랑카 실론 섬 태생으로 1836년 영국인 목사의 아들로 태어났다. 1896년 영국에서 《쿳다카 파타(Khuddaka Patha)》의 원전을 번역한다. 그의 발표는 영국에 있어서 팔리어 원전 출판의 시초가 되었으며 팔리어 사전을 남기기도 했다.